# Клубочин
Клубочи́н — село в Україні, у Луцькому районі Волинської області. Входить до складу Цуманської селищної громади. Населення становить 95 осіб.

## Історія
19 липня 2020 року, в результаті адміністративно-територіальної реформи та ліквідації Ківерцівського району, село увійшло до складу Луцького району.

## Населення
Згідно з переписом УРСР 1989 року чисельність наявного населення села становила 169 осіб, з яких 76 чоловіків та 93 жінки.
За переписом населення України 2001 року в селі мешкали 152 особи.

### Мова
Розподіл населення за рідною мовою за даними перепису 2001 року:
| Мова       | Відсоток |
| ---------- | -------- |
| українська | 99,35 %  |
| російська  | 0,65 %   |